# Юридична консультація
Юриди́чна консульта́ція — загальний термін для визначення фахових порад з правових питань. В Україні під юридичною консультацією розуміють також систему й організацію надання юридичної допомоги, зокрема організаціям, установам та громадянам.
Назву «юридична консультація» надано також обласним колегіям адвокатів, які подають правову допомогу населенню даної адміністративної одиниці (району, міста чи населеного пункту). Адвокати відстоюють інтереси клієнтів, виставляють відповідні довідки та складають документи для суду; також беруть участь у слідстві та суд. розгляді справ як захисники обвинувачених чи представники цивільних позивачів і відповідачів або й третіх зацікавлених осіб; вони можуть заступати сторони також у господарському процесі. Склад та місце діяльності юридичної консультації визначає президія обласної колегії адвокатів. Нею керує завідувач, поставлений президією колегії адвокатів.